# Caffrey Electric

Der Caffrey Electric von 1897

Der Caffrey Electric war ein experimentelles Elektrofahrzeug, das 1897 in Reno (Nevada, Vereinigte Staaten) gebaut wurde.

## Beschreibung
Es wurde von Willis G. Caffrey konstruiert und in seiner Eisengießerei hergestellt. Analog dem Funktionsprinzip des Oberleitungsbusses erhielt das Fahrzeug den Fahrstrom über eine Oberleitung zugeführt, welche Caffrey in der Umgebung seines Betriebes installiert hatte. Das Fahrzeug selbst war ein zweisitziger Highwheeler, hatte also riesige, eisenbereifte Holzspeichenräder. Der Radstand war so kurz, dass sich die vorderen und hinteren Räder fast berührten. Fahrer und Beifahrer saßen auf einer erhöht angebrachten Sitzbank über der Hinterachse, gelenkt wurden die Vorderräder mittels Hebel.
Caffreys Vision war ein Überland-Leitungsnetz in Gegenden, in denen genügend Wasserkraft für die Stromerzeugung zur Verfügung stand. Gemäß zeitgenössischen Quellen funktionierte der Prototyp zufriedenstellend. Weitere Fahrzeuge baute Caffrey allerdings nicht.